# Cima Falkner
Cima Falkner – szczyt w Dolomitach Brenty, części Alp Wschodnich. Leży w północnych Włoszech w regionie Trydent-Górna Adyga.
Pierwszego wejścia w 1882 r. dokonali A. de Falkner i Antonio Dallagiacoma.